# Brevipalpus hybus
Brevipalpus hybus är en spindeldjursart som beskrevs av Pritchard och Baker 1958. Brevipalpus hybus ingår i släktet Brevipalpus och familjen Tenuipalpidae. Inga underarter finns listade.